# Olivier Pozzo
Pour les articles homonymes, voir Pozzo.
Olivier Pozzo est un maitre artisan luthier français né en 1962.

## Historique
Né à Gennevilliers près de Paris, il s'intéresse à la guitare dès l'enfance, devenant ensuite, adolescent, chanteur et guitariste de groupes de rock. 
Formé initialement à l'électrotechnique, il débute comme technicien et technico-commercial dans l’industrie, jusqu’en 1993. 
Il se tourne alors vers l'ébénisterie et se forme auprès de compagnons du devoir au centre de formation des métiers d’art de Gouvieux près de Chantilly[réf. nécessaire].
Il fera ensuite un tour de France des luthiers de deux ans, auprès de Franck Cheval, François Guidon, Philippe Altayrac... Il crée son premier atelier à Lodève en 1997 où il rencontre de nombreux musiciens qui influenceront sa création : Sylvain Luc, Roland Dyens, Tchavolo Schmitt, Thomas Dutronc[réf. nécessaire].
Installé à Nîmes depuis 2002, Olivier Pozzo développe une large gamme d'instruments : acoustique, jazz, folk, électro.
À la suite d'une interprétation de Sylvain Luc sur une guitare Godin, il élabore sa propre ligne Horizon. Il est lauréat en 2008 de la bourse de l’innovation pour la création du modèle Guitasonic, et développe aussi ses modèles de guitare classique.
En collaboration avec les musiciens, il crée de nombreuses guitares sur mesure, c’est à l’occasion du centième anniversaire de Django Reinhardt qu’il met au point sur demande de Jean-Michel Kajdan le modèle Django 100.